# يوشينوبو ميازاكي
يوشينوبو ميازاكي (باليابانية: 宮崎義伸) هو سباح ياباني، ولد في 9 يونيو 1978 في فوكوكا في اليابان.

## وصلات خارجية
- يوشينوبو ميازاكي على موقع الاتحاد الدولي للسباحة (الإنجليزية)
- يوشينوبو ميازاكي على موقع أوليمبيديا (الإنجليزية)